# Shaun Davey
Pour les articles homonymes, voir Davey.
Shaun Davey, né en 1948 à Belfast, est un compositeur irlandais.

## La jeunesse
Shaun Davey est né en 1948, à Belfast. En 1971, il obtient un diplôme en histoire de l'art au Trinity College de Dublin (TCD), puis passe avec succès une maîtrise à l'Institut Courtauld de Londres.
À la fin des années 1970, il réalise un premier enregistrement, Davey and Morris, avec notamment Dónal Lunny.
Il a aussi composé la musique de James Joyce's The Dead (en), comédie musicale créée à New York en 1999, adaptée avec Richard Nelson (en) de la nouvelle de James Joyce Les Morts (The Dead), nommée et primée aux Tony Awards et aux Drama Desk Awards.
Il compose également des jingles publicitaires, dont The Pride of the Herd pour le Conseil laitier national (National Dairy Council).

## La musique symphonique folk
La réputation de Shaun Davey repose sur quatre œuvres principales, basées sur l'histoire irlandaise, toutes faisant appel aux uilleann pipes et à la musique traditionnelle.
1. The Brendan Voyage (en) (1983)
La pièce décrit la traversée de l'Atlantique de l'explorateur Tim Severin jusqu'à l'île de Terre-Neuve, dans un currach de cuir, sur les traces de saint Brendan. Le style de l'œuvre est similaire à celui du compositeur John Williams. L'auteur utilise les uilleann pipes pour évoquer le petit currach, alors que le reste de l'orchestre représente les conditions climatiques, les îles et la vie sauvage rencontrées par l'embarcation.
Liam O'Flynn (uilleann pipes), Paul MacAteer (percussions), Garvan Gallagher (guitare électrique basse) et Tommy Hayes (Bodhrán) participèrent à l'enregistrement.
2. The Pilgrim (en) (1983)
L'action se situe au Moyen Âge, les Irlandais, les Bretons et les Écossais explorant les mers de l'ouest de l'Europe.
L'œuvre existe en deux versions, l'une enregistrée en 1983 durant le Festival interceltique de Lorient, et la seconde, plus complète durant les années 1990.
Les solistes furent : Rita Connolly et Iarla O'Lionaird (chant) Liam O'Flynn (uilleann pipes), Josik Allot et Bernard Pichard bombardes, Tom Anderson (cornemuse écossaise), Helen Davies (harpe celtique), Carlos Real Rodreguez et Vincente Manuel Tunas (gaïtas).
3. Granuaile (en) (1985)
La pièce raconte l'histoire de Grace O'Malley, une pirate irlandaise du XVIe siècle.
Elle comporte plus de chants que les œuvres précédentes et met en valeur la voix de Rita Connolly (qui épousera Shaun Davey par la suite). IL s'agit d'une pièce homophonique dans le mode de ré, également interprété par un orchestre de chambre.
La pièce fut jouée par Rita Connolly (voix), Liam O'Flynn (uilleann pipes), Des Moore (guitare), Helen Davies (harpes), Noel Eccles (percussions), Carl Geraghty (saxophone), Marian Doherty (clavecin) et Dónal Lunny (bouzouki).
4. The Relief of Derry Symphony (1990)
L'œuvre a une structure symphonique plus évidente. L'histoire se déroule au XVIIe siècle, lors du siège de Derry, montrant les protestants assiégés par les catholiques.
Alors que les pièces précédentes mettaient en évidence le sonneur Liam O'Flynn, celle-ci fait appel à un groupe de cornemuses écossaises qui entre sur scène par la salle de concert.

## Enregistrements récents
- May We Never Have To Say Goodbye
Il s'agit d'une collaboration entre Shaun Davey, l'orchestre symphonique de la Raidió Teilifís Éireann et nombres d'artistes internationaux, sous le label discographique Tara Music (en).
Le nom de l'œuvre provient de l'hymne composé pour la cérémonie d'ouverture des Jeux mondiaux d'été de juin 2003 (en), interprété par Rita Connolly, Ronan Tynan et pas moins de six chœurs de Dublin. La pièce est construite autour de solistes, de chanteurs, d'ensembles vocaux, de pipe bands et d'un orchestre, soutenues par des percussions puissantes.
L'enregistrement inclut également des pièces inédites de l'œuvre The Pilgrim, telle que Waking Ned.
- Beal Tuinne - Live at St. James' church Dingle
Il s'agit d'une compilation de chants composés par Shaun Davey, avec des textes issus de poèmes écrits par Caoimhín Ó Cinnéide. Le compositeur a réuni pour cet enregistrement, outre son épouse Rita Connolly, des musiciens tels que Seamus Begley, Eilís Kennedy, Lawrence Courtney, Eoin Ó Beaglaoí, Daithí Ó Sé et Jim Murray.
- Voices from the Merry Cemetery
L'œuvre est composée d'une suite de chants, dont les paroles proviennent d'inscriptions tombales du cimetière du village de Sapânta, à la frontière entre la Roumanie et l'Ukraine, connu sous le nom de Merry Cemetery.
Pour cet enregistrement en public, Shaun Davey a réuni, outre Rita Connolly pour les chants et le sonneur Liam O'Flynn, le chœur d'hommes roumain de la faculté de théologie de Sibiu, dirigé par Sorin Dobre ainsi qu'une partie de l'orchestre philharmonique national roumain, sous la direction de David Brophy.

## Compositeur de musique de films
Le talent de Shaun Davey est évidemment adapté à l'écriture de musique de films. Sa contribution la plus remarquée l'a été pour Vieilles Canailles, avec Nollaig Casey et Arty McGlynn. Il a également composé pour Twelfth Night, The Tailor of Panama et Le Lion, la Sorcière blanche et l'Armoire magique.
Pour la télévision, il a écrit le thème musical de Ballykissangel (en).
Pour beaucoup, son succès le plus important demeure Granuaile, à cause de l'abondance de mélodies et grâce à l'interprétation de la soprano Rita Connolly.
L'album solo de Liam O'Flynn, Out To An Other Side (1993), possède plusieurs morceaux arrangés par Shaun Davey.
Son arrangement de The Deer's Cry, utilisé d'abord comme bande son du documentaire télévisuelle Who Bombed Birmingham, puis inclus dans l'album The Pilgrim (1993), est probablement son succès le plus populaire.

## Discographie
- The Dawning Of The Day avec St Laurence O'Toole Pipe Band - (en public à Glasgow) ;
- The Brendan Voyage (Who Really Discovered America?), Shaun Davey et Tim Severin (1980) ;
- The Brendan Voyage, Shaun Davey et Liam O'Flynn (1980) ;
- Granuaile, Shaun Davey et Rita Connolly (1985) ;
- The Relief of Derry Symphony (1990) ;
- Rita Connolly (1992) ;
- Out To An Other Side, Liam O'Flynn (1993) ;
- The Pilgrim (1994) ;
- Valparaiso, Rita Connolly (1995) ;
- Tripswitch, John McSherry et Donal O'Connor ;
- May We Never Have to Say Goodbeye, avec Liam O'Flynn (2006).